# Македонска волухарица
Македонска волухарица (лат. Microtus felteni) је сисар из реда глодара и породице хрчкова (лат. Cricetidae).

## Распрострањење
Врста има станиште у Албанији, Грчкој, Македонији и Србији.

## Станиште
Македонска волухарица има станиште на копну.

## Угроженост
Подаци о распрострањености ове врсте су недовољни.

### Популациони тренд
Популациони тренд је за ову врсту непознат.